# 林天助
林天助主教（英語：Joseph Lin Thien-chu，1935年1月7日—1994年3月4日），榮休天主教嘉義教區主教。台灣天主教史上首位於羅馬晉鐸之神父。
林天助1935年1月7日生於台灣雲林縣埔羗崙，1961年12月21日於羅馬晉鐸，1985年11月25日任命為嘉義教區主教，1986年1月12日祝圣为主教，1994年3月4日逝世。
林天助也是極少數精通古希伯來文的學者之一，擁有兩個博士學位。